# Puerto Williams
Puerto Williams ist eine chilenische Stadt an der Nordküste der Insel Navarino (Inselgruppe Feuerland) am Beagle-Kanal mit etwa 2.300 Einwohnern. 
Puerto Williams wird bisweilen als südlichste Stadt der Welt bezeichnet. Diese Bezeichnung ist allerdings mangels einheitlicher Definition des Begriffes „Stadt“ strittig. Während Puerto Williams nur ca. 2300 Einwohner zählt, wohnen im nur wenig nördlicher gelegenen argentinischen Ushuaia über 82.000 Menschen (Stand 2022).

## Geografie und Klima
Puerto Williams ist die Hauptstadt der Provinz Antártica Chilena. Diese umfasst die Kommunen Cabo de Hornos (ehemals Navarino) und Antártica, die beide von Puerto Williams aus verwaltet werden. Die Stadt liegt bei 54° 56′ S, 67° 37′ W.
Klima: Die höchsten Temperaturen werden im Januar erreicht, die im Mittel 10,6 °C betragen (meist schwankt es um 5 °C bis 15 °C, es können aber auch Temperaturen von 20 °C erreicht werden). Der Juli ist der kälteste Monat des Winters, der durch ein Mittel von +2 °C gekennzeichnet ist (−2 °C bis 5 °C).
Durch die geografische Lage ist der Sommer durch lange Tage (etwa 18-Stunden-Tag) sowie durch den Wechsel von relativ warmen, sonnenreichen und regnerisch kalten Tagen geprägt; nachts sinken die Temperaturen stark. Die Wintertemperaturen schwanken meist wenig um null Grad bei einer gewöhnlich schneebedeckten Landschaft. Die Tage sind zu dieser Jahreszeit sehr kurz (6-Stunden-Tag).

## Geschichte
Die Gegend der Isla Navarino wurde um 1850 von anglikanischen Missionaren besiedelt. Deren Anwesenheit war aufgrund von Krankheiten und schlechten Wetterbedingungen allerdings recht kurz. Um 1890 wurde die Insel Ziel eines kurzen Goldrausches. In dieser Region wurden zu Beginn des 20. Jahrhunderts von Martin Gusinde auch wichtige ethnographische Untersuchungen durchgeführt. Er war ein deutscher Priester und Ethnologe, der von 1918 bis 1923 das Volk der Yagán erforschte. Heute ist das örtliche Museum nach ihm benannt.
Puerto Williams wurde am 23. November 1953 noch unter dem Namen Puerto Luisa gegründet und 1956 in Puerto Williams umbenannt. Die Umbenennung erfolgte zu Ehren von John Williams Wilson, der 1843 in der Nähe von Punta Arenas ein Fort Fuerte Bulnes zur Absicherung der chilenischen Territorialansprüche und zur Überwachung der Magellanstraße gegründet hatte.
2002 erhielt Puerto Williams ein eigenes kleines Kraftwerk. Stadtrechte  wurden Puerto Williams am 29. März 2019 verliehen. Im Mai 2023 wurde im Ort das Centro Subantártico Universitario Cabo de Hornos, ein Studienzentrum der Universidad de Magallanes, eröffnet.

## Tourismus
Puerto Williams verzeichnet aufkeimenden Tourismus. Von Punta Arenas gibt es einen Linienflugdienst mit der Airline Aerovías DAP nach Puerto Williams sowie eine Fährverbindung durch Transbordadora Austral Brooms. Puerto Williams ist Ausgangspunkt für Reisen in das Chilenische Antarktisterritorium und ist bei Kreuzfahrten ein Zwischenstopp.

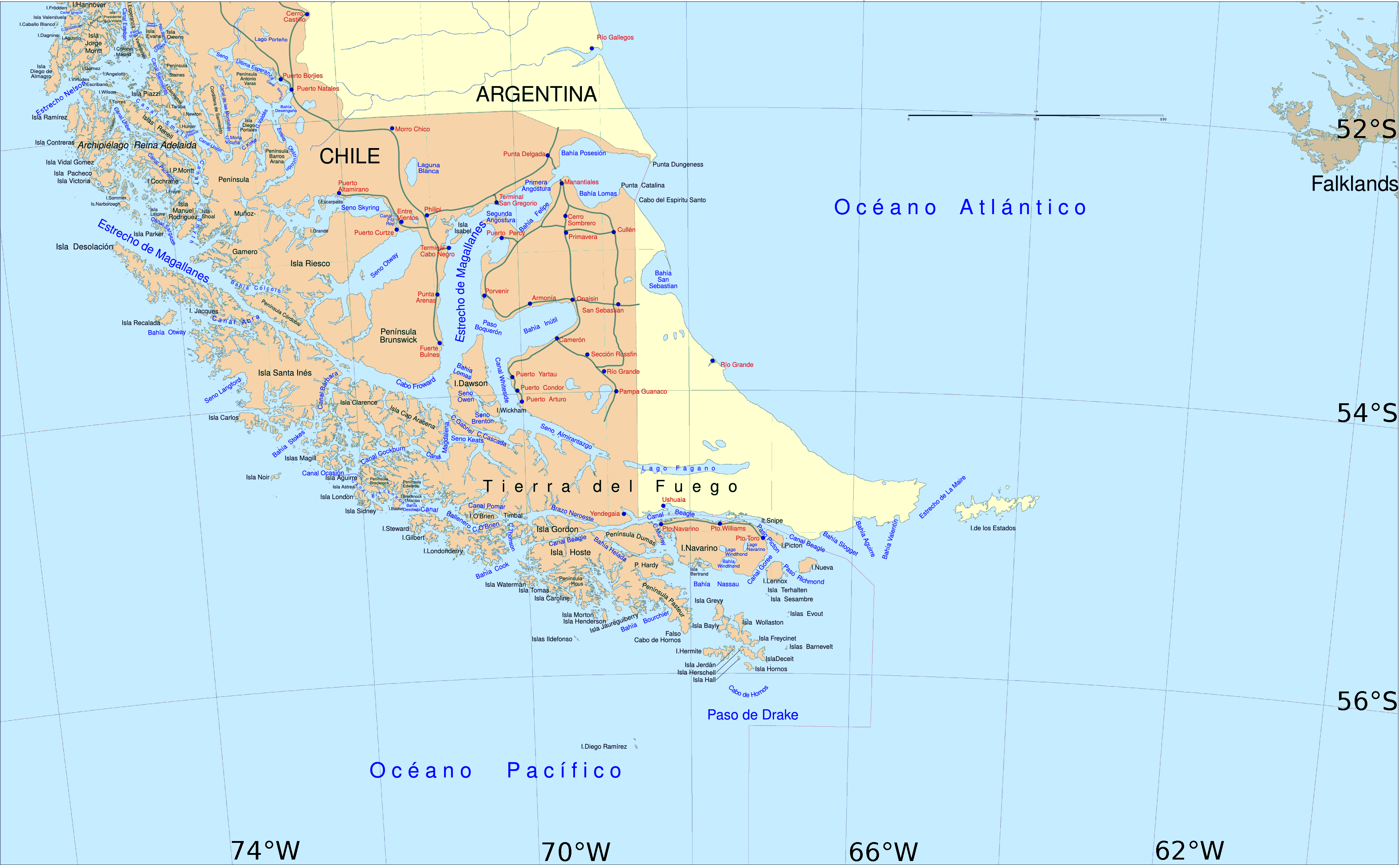
Lage von Puerto Williams

Touristische Highlights, die von Puerto Williams erreichbar sind, sind u. a. die Trekkingrouten Rutas Patrimoniales Circuito de los Dientes, Circuito Navarino und Circuito Wulaia, das Museum Martín Gusinde (dreisprachig: spanisch, englisch, deutsch), der Aussichtspunkt Cerro la Bandera, die Wasserfälle Cascada de la Virgen und Cascada Los Bronces, das Dorf Villa Ukkika, in dem die letzten Yamana-Indianer leben, der botanische Park Omora, der Friedhof der Yamana Caleta Mejillones, die ehemaligen Missionsstationen Wulaia und Douglas, die Iglesia Puerto Williams (südlichste Kirche der Welt), das Primera Casa (erstes Haus in Puerto Williams) und die Kneipe Micalvi.
Der Circuito de los Dientes führt als wenig erschlossener Wanderweg um das gleichnamige Bergmassiv südwestlich von Puerto Williams herum. 
Im Museum Martin Gusinde wird die Geschichte der Yámana-Ureinwohner dargestellt, das Leben der Ureinwohner kann auch in Villa Ukika und Caleta Mejillones verfolgt werden. Das Leben des Volkes der Yagán kann im Parque Etnobotánico Omora erforscht werden.
Die Kneipe Micalvi ist auf einem ehemaligen deutschen Rheindampfer beherbergt, der zugleich als Anlegestelle für die Segelboote dient. Der Segeltourismus spielt eine nicht unerhebliche Rolle für Puerto Williams und entwickelte sich insbesondere in den letzten Jahren, ebenso der Kreuzfahrttourismus.
Der 1945 gegründete Nationalpark Kap Hoorn (630 km²) mit seinen Pinguin-Beständen kann ebenso wie die nahegelegenen Cordillera de Darwin mit den Gletschern La Romanche (der größte in Chile, der ins Wasser reicht), Holanda, Italia, Francia und Alemania besucht werden.

## Bilder

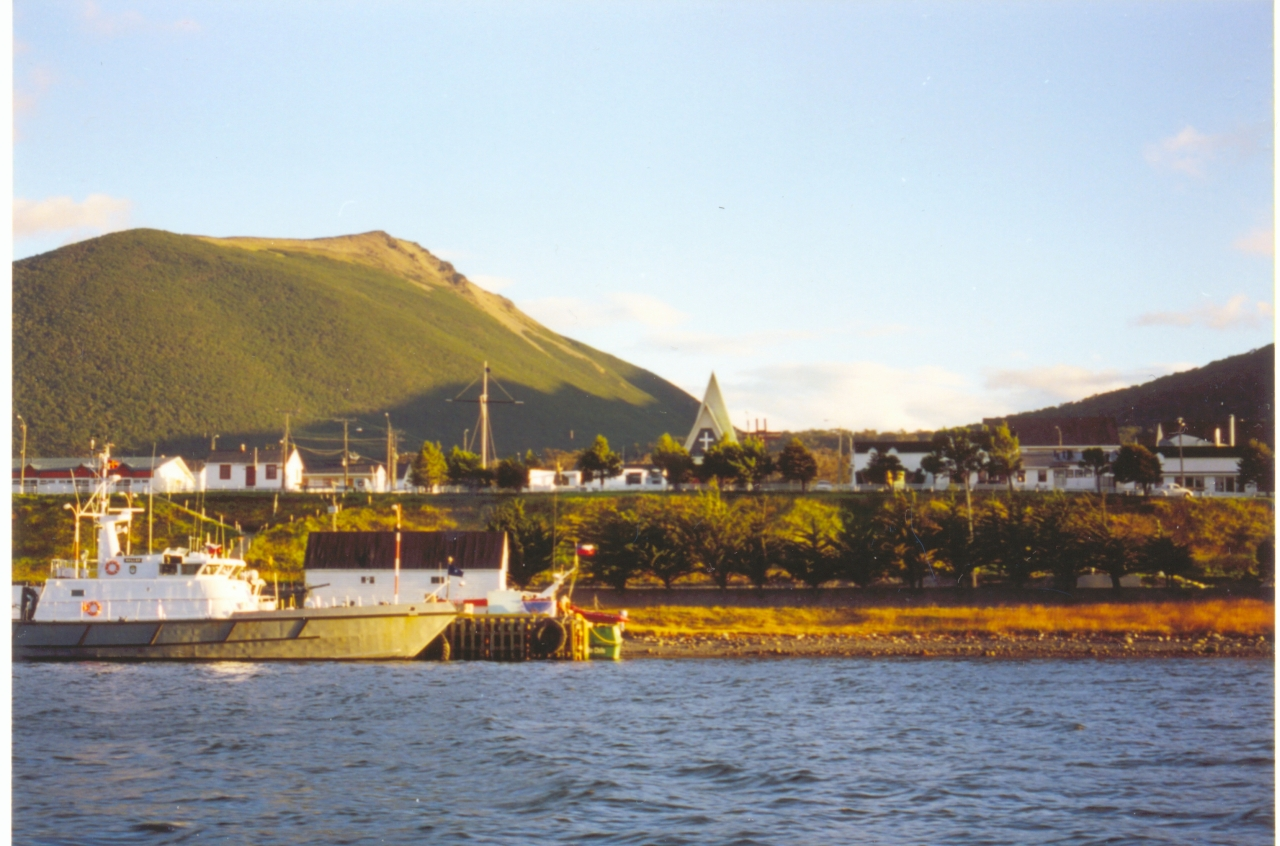
Blick vom Hafen aus
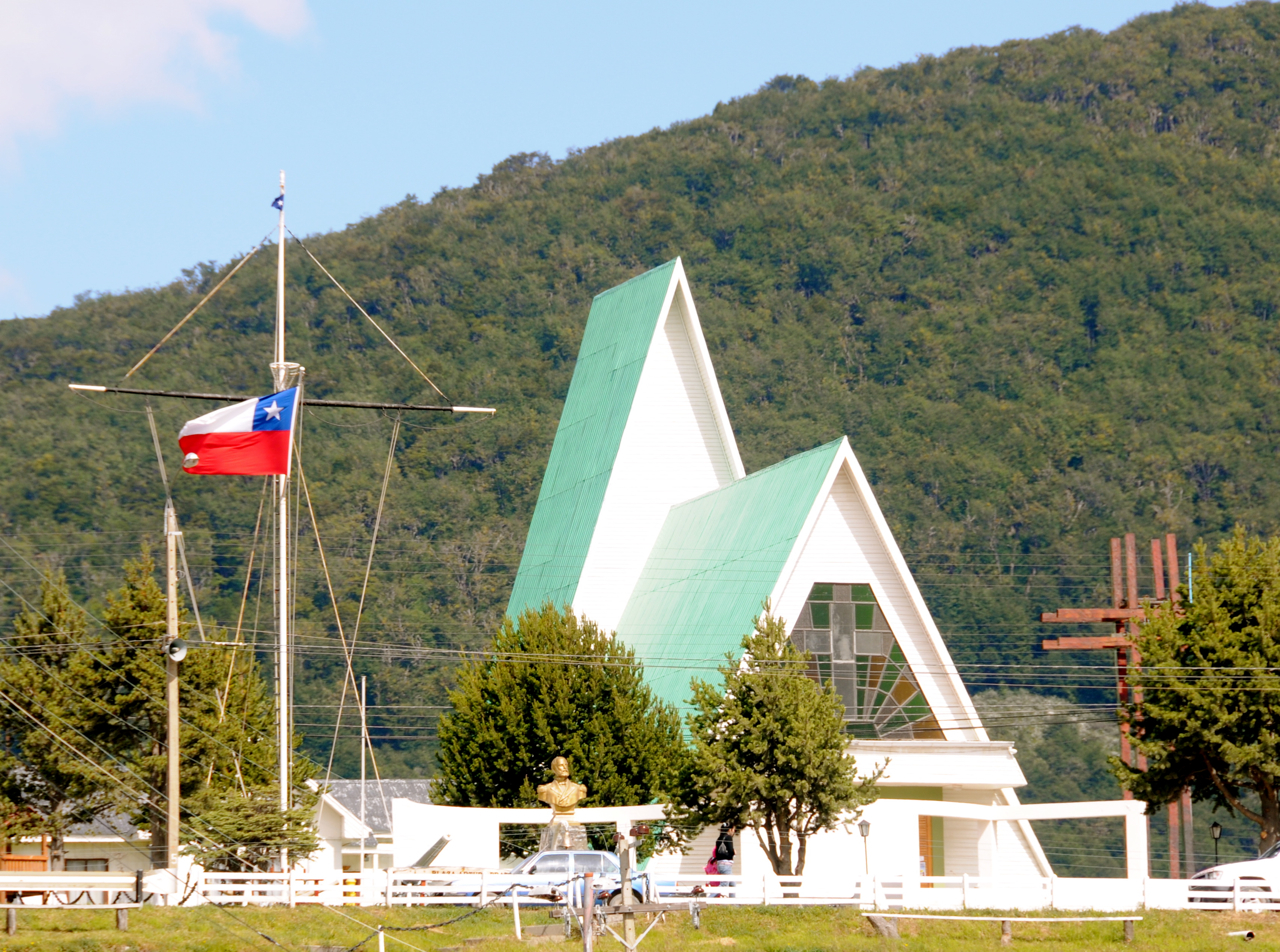
Kirche
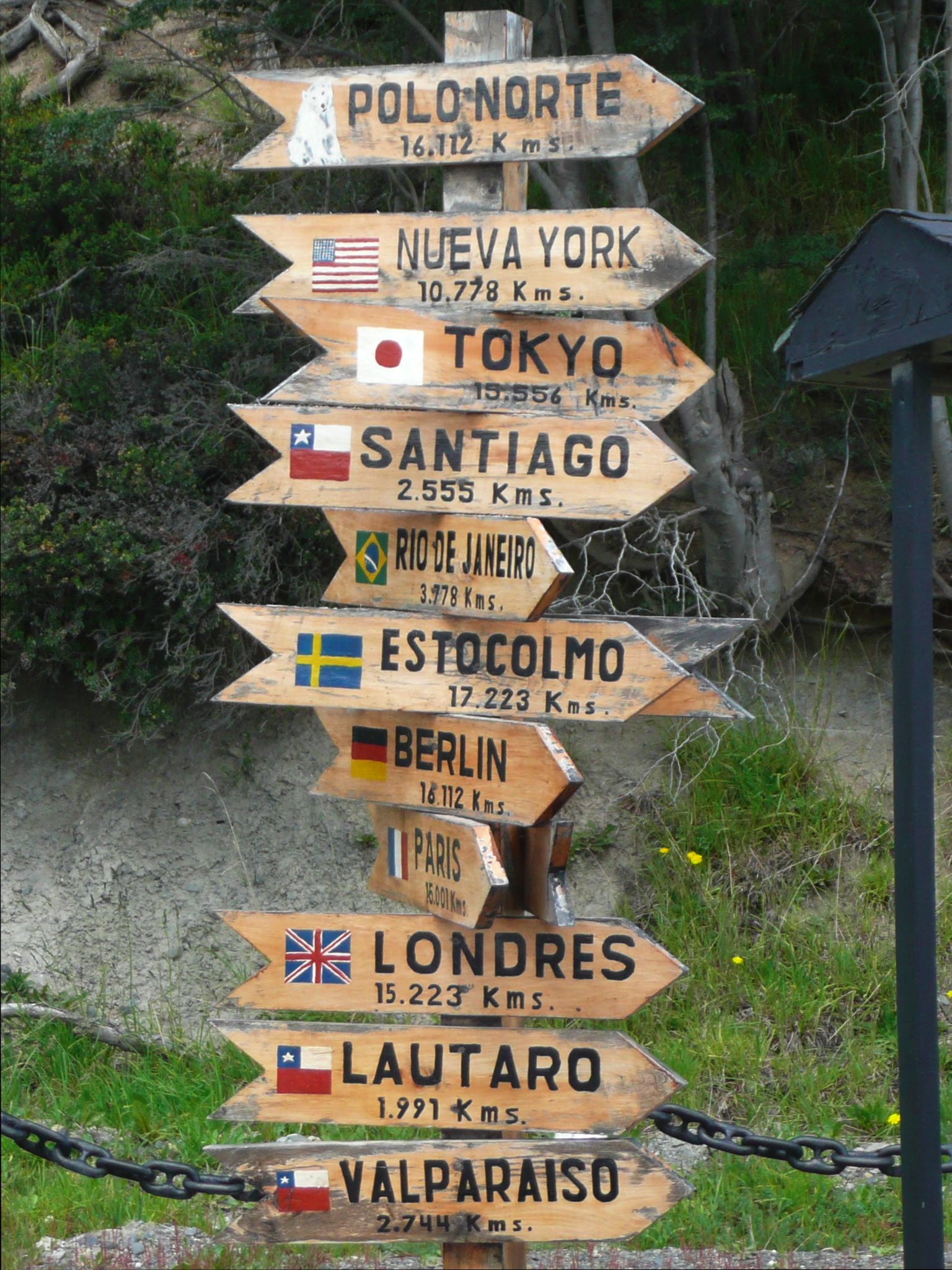
Wegweiser